# Superbutt
A Superbutt rock és metal együttes 2000-ben alakult meg Budapesten, és azóta 5 stúdióalbum került ki a kezeik közül angol nyelven, illetve a Szájon át című EP, és a Music For Animals dupla lemez kettes korongja magyarul. Európa-szerte több mint 600 koncerten vannak túl, és lemezeik több mint tíz országban jelentek meg hivatalosan. A zenekar 2013-ban bejelentette feloszlását, de 2015-ben egy két hetes kubai turné erejéig újra koncerteztek.

## Biográfia

### 2000-2002: Korai időszak
Miután 2000-ben Vörös András énekes kivált a FreshFabrik zenekarból megalapította a Superbuttot. A zenekar nevét Buttinger Gergely billentyűs/zeneszerzőtől kölcsönözte, aki - bár végül nem lett a csapat tagja - bemutatkozó anyagát egy "Super" márkájú kazettán adta át, amelyre a márkajelölés mögött a saját vezetékneve is fel volt írva. Az akkori felállásban Gábor Béla ült a doboknál, Szentpéteri Zsolt és az első évben Szöllősi Lajos, majd Szűcs Szabolcs gitározott és Mahboubi Salim játszott a basszusgitáron.
2001-ben jelent meg első nagylemezük a 2 Minutes For Roughing a Magneoton/Warner Music Hungary gondozásában. Ekkor kezdődtek a külföldi turnék is Bulgáriában, Ausztriában és Németországban. Az első lemez 2001 őszén Bulgáriában is a boltok polcaira került az ottani Warner-képviselet kiadásában.
2002-ben közös koncertkörútra indultak a kaliforniai Ignite zenekarral. Hazánkon kívül Ausztriában és Olaszországban is játszottak együtt, önállóan pedig egy Benelux-turnén is részt vettek.

### 2003-2008: Első hullám
2003-ban elkészült a második nagylemez, a The Unbeatable Eleven szintén a Magneoton/Warnernél. Az albumon olyan, később emblematikussá vált számok hallhatóak, mint a Pioneer, a Fishmashine, a Joe De Miro’s Concrete Shoes vagy az Eat My Brains. A magyarországi kiadás után a The Unbeatable Eleven megjelent Franciaországban (Dirty8 Records) valamint Németországban, Ausztriában és Svájcban (Incubator Records).
A Pioneer videóklipje olyan sikeres lett, hogy Magyarországon bejutott a VIVA TV top 10-es listájába és Németországban a VIVA TV alternatív toplistájának 20-as mezőnyébe is. Az igazán aktív európai koncertezés is ebben az időszakban kezdődött: a Superbutt több neves előadóval turnézott együtt, például a Pro-Painnel Németországban és a Clawfingerrel Franciaországban, közösen léptek fel a Soulfly-jal Ausztriában, és 2005-ben meghívást kaptak Németország egyik legnagyobb rockfesztiváljára, a With Full Force-ra is.
2006-ban megjelent Black Soup című albumuk, Magyarországon a Magneoton/Warner, Franciaországban a Dirty 8, Európa többi országában pedig a német Tiefdruck Musik kiadásában. Az album nagyon jól szerepelt a DAT 20 Német Alternatív Charton és 8 hétig olyan előadók mellett kapott helyet a Top 20-ban, mint a Slayer, Billy Talent vagy a Lostprophets.  Ehhez a lemezhez egy videóklip készült, a Pioneert is jegyző Szecsanov Martin rendezésben a 24 című tévésorozat parafrázisaként is felfogható Better Machine, amely kisfilm és dal a Pioneer után a Superbutt másik ismert slágerévé vált. Ebben az évben Szűcs Péter került Gábor Béla helyett a dobok mögé.
2007-ben megjelent a magyar nyelvű EP a Szájon át, rajta a címadó klipdallal, valamint az eredetileg a Hobo Blues Band által készített József Attila-versfeldolgozás, A hetedik metálosított átiratával. A Superbutt ebben az évben karrierje egyik csúcspontjának számító nagy évzáró koncertet adott decemberben, a budapesti Petőfi Csarnokban, ahol A hetedik című számhoz élő videóklip is készült. Magyarországon kívül Európa szinte minden zugába eljutottak ebben az időszakban: játszottak Oroszországban, Franciaországban, Hollandiában, Romániában, Olaszországban és Németországban is.
A zenekar első klasszikus korszakának mintegy lezárásaként 2008-ban napvilágot látott a Stockholmban, Jocke Skog producerrel készített lemezük a You and Your Revolution, amely a Hang-súly zenei díjátadón megnyerte a Legjobb stúdióprodukció és a Legjobb lemezborító kategóriáját. A Magyarországon az Edge által gondozott You and Your Revolution album megjelent Németországban, Franciaországban és a Benelux Államokban is (Tiefdruck Musik). A lemezhez három videó is készült: a Jeli András rendezte monodráma-kisfilm Figure, a Zak Tell Clawfinger-énekes közreműködésével forgatott zenélős Last Call és a koncertklip Gone Far.

### 2009-2010: Az átalakulás időszaka
Röviddel a You and Your Revolution lemez megjelenése után a Superbutt felállása alapvetően megváltozott, pontot téve ezzel a zenekar első, klasszikus hullámának végére. A tagságból Mahboubi Salim és Szentpéteri Zsolt családi okok (házasság, gyerekszületés), Szűcs Szabolcs pedig megsokasodott hangmérnöki munkái miatt nem tudta vállalni az aktív turnézást. A tagság kicserélődése nem hirtelen váltás, hanem hosszabban elnyúló folyamat volt, a 2009 első felében lezajlott magyarországi és erdélyi koncertsorozaton pl. a zenekarnál azelőtt technikusként dolgozó Práznek Tamás és Szűcs Szabolcs gitározott, és Barczi Gábor basszusgitározott, az áprilisi, In Flames-szel közös kelet-európai turnén viszont már a Watch My Dyingból és a Sear Blissből érkező Kovács Attila, valamint az időközben állandó taggá vált Práznek Tamás játszott gitáron, míg ezekre a koncertekre ismét Mahboubi Salim állt színpadra basszusgitárral. A nyári fesztiválszezonra az ő helyére Prepelicza Zoltán (Remembering The Steel Pantera-tribute és Apey & The Pea) érkezett, és ez a felállás vett részt többek között 2009 júliusában az EFOTT fesztiválon a Red Bull Music Clash versenyen is, ahol a Moog zenekarral közösen készítettek különleges műsort, feldolgozásokat és egymás számait is játszva. 
Az ezt követő szűk egy év koncertezéssel telt, majd 2010 áprilisában Szűcs Péter dobos egy biciklisbalesetben olyan szerencsétlenül törte el a könyökét, hogy jó időre fel kellett hagynia a zenéléssel. Helyét Makai László (Prepelicza Zoltán zenésztársa a Remembering The Steel Pantera-tribute és Apey & the Pea zenekarokban) vette át, majd év végével a ritmusszekció visszatért anyazenekaraiba.

### 2011-2013: A Music For Animals-éra
A Superbutt 2011. elején szerződést kapott a német Sonic Attack kiadótól, és az időközben összegyűlt dalvázlatokból és ötletekből új lemez készítéséhez látott. A részben Berlinben rögzített és kevert zenei anyag túlnyomórészt Kovács Attila gitáros és a dupla album megírására és felvételeire a zenekarhoz csatlakozott Fellegi Ádám dobos (korábban Newborn, Bridge To Solace, The Idoru) munkája, az ő – a korábbiaktól eltérő – zenei látásmódjuk pedig erőteljesen meghatározta az irányt, amerre a Superbutt elindult. A Music For Animals dupla lemez 2011. szeptember 30-án látott napvilágot, és Európa-szerte nagyon jó kritikákat kapott a szaksajtóban. A lemezhez három klip (Pont középre, Best Plays és a 2012-es Sziget fesztiválon adott koncert videónaplójaként funkcionáló Neil Young-feldolgozás Rockin In The Free World) készült. A Superbutt a 2012-es év végén tervezi megjelentetni a Cleaver című dalhoz programozott interaktív videójátékát - amely az egész világon egyedülálló, mert ebben a formában még semmilyen rockzenekar nem használt ilyen számítógépes alkalmazást -, ezzel párhuzamosan pedig a 2012 márciusában az A38-on adott koncerten felvett hang- és képanyag kiadását is tervezik.
A Kovács-Vörös-Fellegi-Práznek lemezkészítő csapathoz 2011 májusában, a felvételek utolsó időszakában csatlakozott Nedoluha György basszusgitáros, majd a koncertekre Erdei Attila dobos. Práznek Tamás gitáros 2012 májusában egészségügyi problémák miatt kénytelen volt abbahagyni az aktív zenélést, így a Superbutt jelenleg Kovács-Nedoluha-Erdei-Vörös felállásban folytatta munkáját.
A zenekar 2013-ban bejelentette feloszlását, 2013 májusban adták utolsó magyarországi koncertjüket.
2014-: A feloszlás utáni Superbutt és Ørdøg
2015-ben egy kubai turné erejéig állt össze a zenekar.
A Superbutt klasszikus felállásának tagjai 2014-ben megalakították a Ørdøg zenekart, amely már dedikáltan magyar nyelvű számokat készít. Az Ørdøg koncertjein alkalmi jelleggel előkerülnek Superbutt számok is, jellemzően a Szájon át EP-ről.

## Diszkográfia
- 2 Minutes For Roughing (2001) (Warner Music Hungary)[3]
- The Unbeatable Eleven (2003) (Warner Music Hungary)[4]
- Black Soup (2006) (mTon)[5]
- Szájon át - EP (2007) (mTon)
- You and Your Revolution (2008) (Edge)
- Music for Animals (2011) (Edge)

## Hivatalos videóklipek
- Lust Kills (2 Minutes For Roughing), 2001 – rendező: Szecsanov Martin
- Losing My Way (2 Minutes For Roughing), 2002 - 3D-s ancimáció: Lóránt Demeter
- Pioneer (The Unbeatable Eleven), 2003 – rendező: Szecsanov Martin
- Bonestar (The Unbeatable Eleven), 2004 – rendező: Cserhalmi Sára és Lukács Dávid
- Better Machine (Black Soup), 2006 – rendező: Szecsanov Martin
- Szájon át (Szájon át), 2007 – rendező: Joselito Duric
- A hetedik (élő), 2008 – A Petőfi Csarnokban 2007. december 28-án lezajlott koncert felvételei, vágó: Reich Tamás
- Figure (You And Your Revolution), 2009 – rendező: Jeli András
- Last Call (You And Your Revolution), 2009 - rendező: Szabó Nil
- Gone Far (élő), 2010 – A Petőfi Csarnokban 2008. december 28-án lezajlott koncert felvételei, vágó: Alt/Art Studio
- Pont Középre (Music For Animals), 2011 - rendező: Jeli András
- Best Plays (Music For Animals), 2012 - rendező: Yvonne Kerékgyártó
- Rockin' In The Free World (a video diary of the show at Sziget 2012) (Music For Animals), 2012 - A Sziget fesztiválon 2012. augusztus 7-én adott koncert felvételei, kamera: Sajó Dávid, vágó: Ördög Zsófia

## Díjak és elismerések
- VIVA Megawatt díjátadó (2003): az év legjobb modernrock-zenekara.
- Hang-súly zenei díj (2008): A Legjobb stúdióprodukció és a Legjobb lemezborító kategóriában díjazták az együttest a You And Your Revolution című lemezért.[6]

## Jelenlegi tagok
- Vörös András - ének (2000–2013)
- Kovács Attila - gitár (2009–2013)
- Nedoluha György - basszusgitár (2011–2013)
- Erdei Attila - dob (2011–2013)[7]

### Korábbi tagok
- Gábor Béla - dobok (2000–2006)
- Szöllősi Lajos - gitár (2000–2001)
- Szűcs Szabolcs - gitár (2001–2008)
- Salim Mahboubi - basszusgitár (2000–2009)
- Szentpéteri Zsolt - gitár (2000–2009)
- Szűcs Péter - dobok (2006–2010)
- Prepelicza Zoltán - basszusgitár (2009–2010)
- Makai László - dobok (2010)
- Práznek Tamás - gitár (2008–2012)
- Fellegi Ádám - dob, vokál (2011 - Music For Animals stúdiófelvételek)

### Turnék alkalmával közreműködő előadók
- Schleier Csaba - dobok (Gábor Bélát helyettesítette néhány fellépés alkalmával, amikor a Superbutt a Pro-Painnel koncertezett 2005-ben)
- Nagy-Miklós Péter - gitár (Szentpéteri Zsoltot helyettesítette néhány fellépés alkalmával 2006-ban és 2007-ben)
- Barczi Gábor - basszusgitár (Salim Mahboubit helyettesítette néhány fellépés alkalmával 2007-ben)
- Lipák Péter - gitár (Kovács Attilát helyettesítette néhány fellépés alkalmával 2009 és 2010 között)